# Saltenha

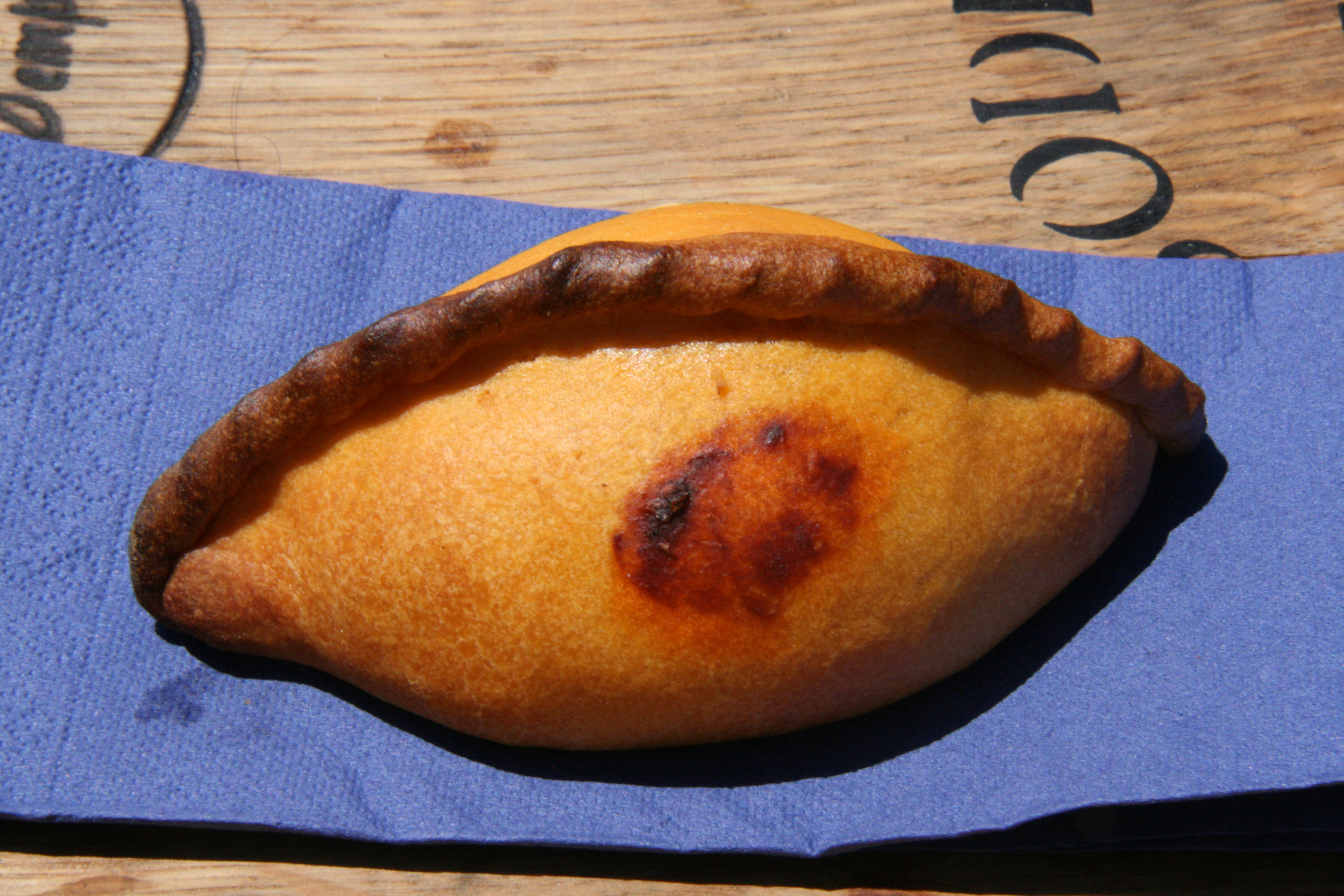
Uma saltenha sendo servida

A saltenha (do espanhol salteña) é um tipo de pastel assado originário da Bolívia, onde se consome principalmente pela manhã, sendo vendida e consumida em praças, ruas e escolas. Com formato semelhante ao dos calzones, este produto se caracteriza por ser muito acessível: seu preço na Bolívia por unidade é de cerca de 40 centavos de dólar, mas podem-se encontrar também saltenhas a 15 centavos.

## Variedades
- Saltenha de carne
- Saltenha de porco
- Saltenha de frango
- Saltenha de soja

Também existem outras possibilidades de variações, como por exemplo colocando pimenta ou azeitonas, ou variando o tamanho.

## História
Nas obras de Antonio Paredes Candia (historiador e escritor), é possível ler que, no início do século XIX, a senhora Juana Manuela Gorriti, que mais tarde se tornaria esposa do presidente Manuel Isidoro Belzu, nascida na cidade argentina de Salta, teve de fugir para o exílio com a sua família, durante a ditadura de Juan Manuel de Rosas. Deixou todos os seus bens para trás e instalou-se em Tarija, na Bolívia. Durante muitos anos, a família Gorriti foi marcada por uma pobreza extrema. O desespero levou a família a começar a preparar uns pastéis que designava como "empanadas caldosas", que eram típicas de algumas cidades europeias, na época.
A venda destes pastéis tornou-os muito populares, ao mesmo tempo que Manuela foi apelidada de "a saltenha", devido à sua cidade de origem. Os pastéis foram lentamente ganhando popularidade em Tarija, tendo acabado por se converter numa tradição.
Paredes Candia menciona que era comum dizerem às crianças: "vai buscar uma empanada da saltenha". Com o passar do tempo, o nome de Manuela Gorriti foi esquecido, mas não a alcunha, razão pela qual a iguaria continua a ter o nome de saltenha.    
Hoje em dia, é possível encontrar este produto num grande número de locais de venda em toda a Bolívia. A sua aceitação tem sido tão boa que chegou mesmo ao mercado internacional.
Existem muitas variedades de saltenhas, dependendo do recheio, mas todas mantêm um estilo e uma massa comuns.

## No Brasil
A saltenha é muito popular no Acre, território brasileiro que fez parte da Bolívia até 1903. A saltenha faz parte da culinária deste estado, cuja população consome desde o início da formação do estado, uma vez que este originariamente pertencia à Bolívia. Assim, este foi o primeiro estado brasileiro a consumir e fazer a saltenha, uma vez que herdou o costume da Bolívia. 
Anos depois, o consumo da saltenha se expandiu para os estados de Rondônia e para as cidades do Centro-Oeste do Brasil que fazem fronteira com a Bolívia, como Corumbá. E foi ali que as saltenharias surgiram por acaso no ano de 1978, pela família Ardaya, que são filhos de bolivianos e dependiam dessa iguaria para sobreviver. A primeira saltenharia ficava na esquina da Rua Sete de Setembro com a Delamare. Atualmente existem na cidade dezenas dessas casas que servem, além do saltenhas, outros salgados. Em Porto Velho atualmente há várias lanchonetes destinadas ao consumo da iguaria. Também é possível encontrar saltenhas na cidade de São Paulo, em especial na Feira da Kantuta, realizada aos domingos, que reúne barracas de diversos imigrantes bolivianos residentes na capital paulista. Atualmente em vários lugares pelo Brasil é possível achar estabelecimentos que tenham saltenhas à venda.